# Joseph Van Biervliet
Pour l’article homonyme, voir Biervliet.
Joseph Van Biervliet, de son nom complet Joseph-Jules-Antoine Van Biervliet,  né le 30 octobre 1841 à Vlierbeek (Kessel-Loo) et mort le 24 avril 1935 à Louvain, est un avocat belge et professeur de droit. 
Marié à Marie Ernst - dont il devint veuf par la suite - il a été inhumé au caveau familial du cimetière d'Heverlee. 
Membre de la Congrégation de la Sainte Vierge, professeur émérite et secrétaire honoraire de l’Université catholique de Louvain, avocat, président du Conseil de fabrique de l'église Saint-Jacques, président honoraire de la Commission administrative des Prisons de Louvain, membre correspondant de l'Académie royale de jurisprudence et législation de Madrid, Grand Officier de l'Ordre de Léopold, Grand Officier de l'Ordre de la Couronne, il a aussi été décoré de la Croix civique de première classe et de la médaille commémorative du règne du Roi Léopold II. 

## Biographie

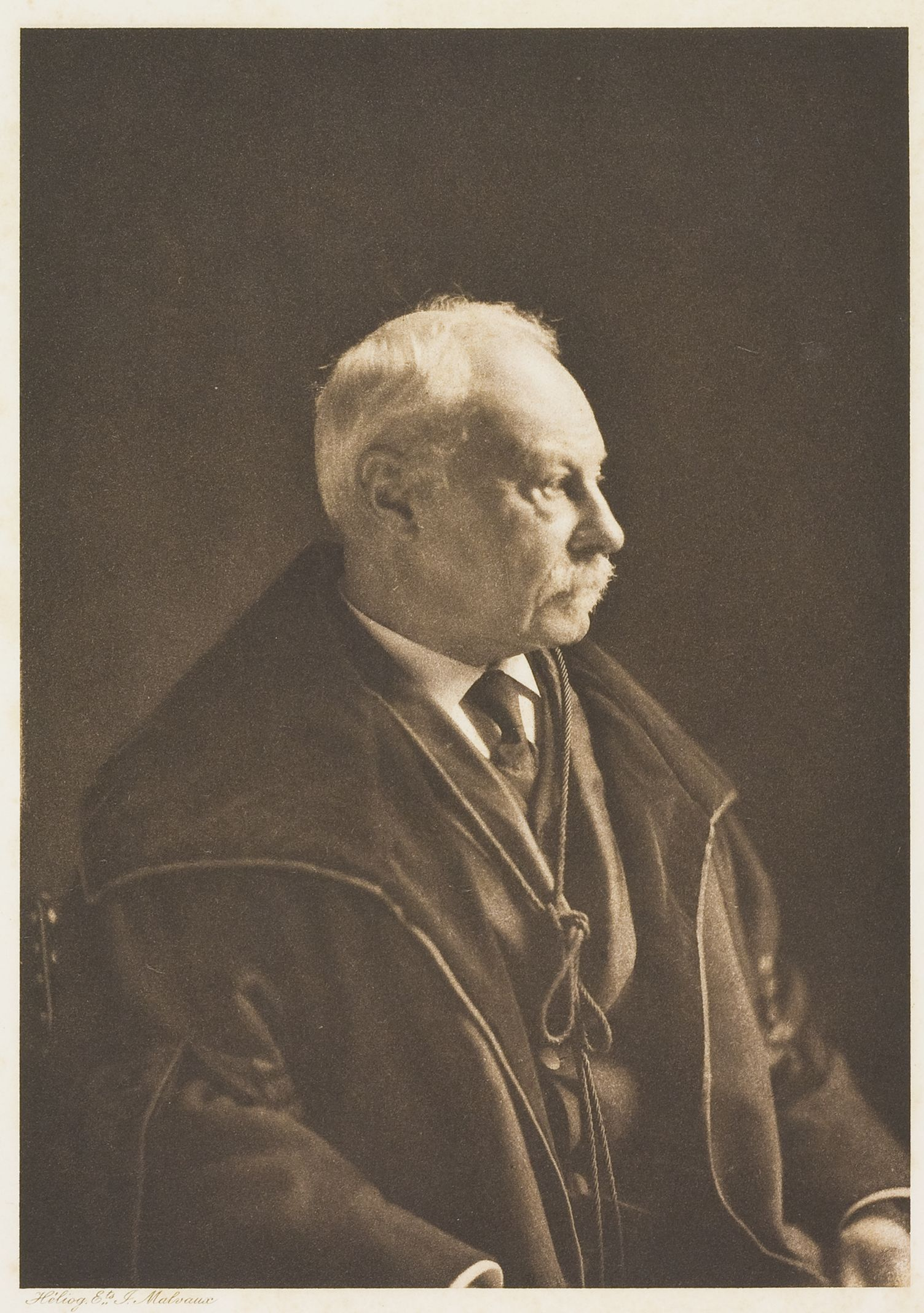
Joseph Van Biervliet

### Famille
Beaucoup des membres de sa famille sont des universitaires et étaient attachés, plus particulièrement, à l'Université catholique de Louvain.
Son père, Antoine-Louis Van Biervliet, est docteur en médecine et professeur à l'Université catholique de Louvain. Il suit d'abord des cours de la Faculté de médecine de l'Université de Gand où il est proclamé docteur « summa cum laude » le 18 juillet 1827 en défendand sa dissertation : Dissertatio inauguralis physiologico-praclica de proprielatibus vitalibus. 
En 1830, il épouse une fille du Docteur Kesteloot qui est professeur à l'Université de Gand et ancien recteur. Ce mariage donne 7 enfants dont 6 garçons parmi lesquels Joseph. Ensuite il s'installe à Izegem, avant de déménager à Courtrai. En 1832, lors de l’épidémie du choléra, en tant que président de la Commission médicale, il s'illustre en se rendant gratuitement au service des malades.
En novembre 1835, il est nommé professeur ordinaire à la Faculté de médecine par des évêques. Pierre de Ram lui propose d'exercer ses fonctions à l’Université catholique qui, le 1er décembre de cette même année, est installée à Louvain. Ils lui donnèrent la Chaire de physiologie ainsi que celle de pathologie générale.
En 1846, il ouvre son laboratoire de physiologie. 

#### Frères et sœurs
Auguste-Louis (nl), le frère ainé de Joseph, a été l'un des médecins les plus distingués à Bruges. Il est également chirurgien de l'hôpital Saint-Jean, secrétaire de la Société médicochirurgicale de Bruges ainsi que rédacteur des Annales de cette même société. Enfin, il est élu comme correspondant de l'Académie royale de médecine de Belgique en 1863. 
Le second frère de Joseph, Paul, devient avocat à la Cour d'appel de Gand après des études à l’Université catholique de Louvain. Il est également membre du barreau de Gand où il développe sa connaissance du droit en profondeur et où sa place est reconnue. Ensuite, il devient membre du conseil de discipline de l'Ordre. 
Le quatrième fils du couple Van Biervliet est Joseph qui est professeur à l'Université de Louvain. Le cadet, Jules Van Biervliet, devient premier Président honoraire de la Cour d'appel de Gand. 
Concernant le reste de la famille, le fils d’Auguste-Louis, Albert Van Biervliet (neveu de Joseph), suit les traces du restant de la famille puisqu'il exerce également la fonction de professeur à l’Université catholique de Louvain. Après y avoir fait ses études, il part à l’étranger puis, une fois revenu et promu docteur avec la plus grande distinction, il est chargé de diriger les exercices pratiques à l’Université de Louvain en 1885. En 1886, il est reconnu comme un professeur agrégé et en 1890 comme professeur extraordinaire. Vers 1891, il doit se résigner à prendre un repos complet.

### Études
Joseph Van Biervliet, comme le reste de sa famille, suit des études à l'Université catholique de Louvain. C'est en droit qu'il s'illustre jusqu'à effectuer un doctorat qu'il achève en 1874.

### Carrière

#### Corps professoral de la faculté de droit de l’université catholique de Louvain
Au cours de sa vie, Joseph Van Biervliet est amené à occuper diverses fonctions. Au terme de son doctorat en droit, il entame sa carrière de professeur à l'université. Il est rapidement nommé titulaire du cours d'introduction historique et de principes généraux du droit civil, et, quelques années plus tard, il commence à enseigner le droit privé de façon plus large si bien qu'en 1876, il se consacre à l'étude approfondie du droit civil.

#### Secrétariat de la faculté de droit
Après quelques années d'enseignement, Joseph Van Biervliet acquiert de l'expérience en tant que professeur et, en 1898, il devient secrétaire de la faculté de droit de l'Université catholique de Louvain.
Ce poste lui permet de prendre beaucoup de décisions importantes pour l'institution de 1898 jusqu'en 1930, lorsqu'il devient professeur émérite après plus de 50 ans au sein de l'Université catholique de Louvain,, ce qui, en outre, en fait la plus longue carrière à l'Université catholique de Louvain.

#### Commission pour la révision du Code Civil

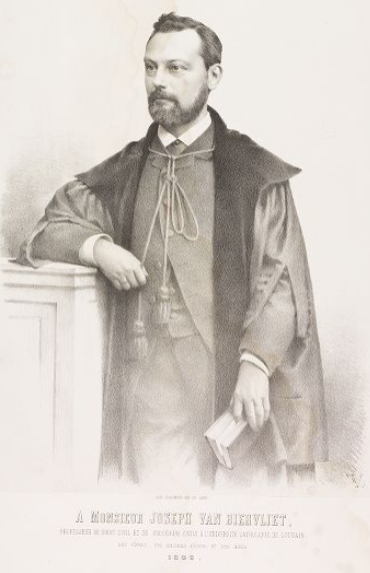
Portrait de Joseph van Biervliet, 1886

En 1886, parallèlement à ses activités au sein de l'Université de Louvain, et, étant donné l'expertise qu'il a acquise dans le domaine du droit civil, il est nommé par le Gouvernement comme membre de la Commission pour la révision du Code civil. Cette Commission, qui a alors pour but de préparer la révision du Code civil à venir, s'est surtout attachée à supprimer les expressions inexactes présentes dans les dispositions et à clarifier le sens d’autres dispositions.
Dans ce cadre-là, Joseph Van Biervliet effectue notamment des rapports sur le titre des successions, les dispositions préliminaires du livre III, et sur le titre des délits et des quasi-délits.

#### Conseil de Législation
En 1912, il siège en tant que vice-président du Conseil de Législation,. 
Il occupe ce poste jusqu'en 1919.

#### Académie de législation de Toulouse
À partir de 1899, Joseph van Biervliet devient membre correspondant de l'Académie de législation de Toulouse.
Cette société savante, fondée en 1851 au Tribunal civil de Toulouse, avait – et a toujours – pour ambition de se consacrer à l'étude des phénomènes juridiques de son temps.
Joseph Van Biervliet écrit à plusieurs reprises pour l'Académie de législation. Par ailleurs, il est également amené à soumettre à l'Académie de Législation de Toulouse ses travaux effectués avec le Conseil de législation, en Belgique afin que le législateur français puisse s’en inspirer en vue d’une éventuelle et future réforme du Code civil.

## Distinctions
Au cours de sa vie, Joseph Van Biervliet se voit attribuer quelques titres et honneurs : 
| Pays     | Année | Distinction                                          |
| -------- | ----- | ---------------------------------------------------- |
| Belgique | 1900  | Officier de l'Ordre de Léopold                       |
| Belgique | 1906  | La Croix Civique de première classe - La Croix en Or |
| Belgique | 1910  | Commandant de L'Ordre de Léopold                     |
| Belgique | 1919  | Grand-Officier de l'Ordre de la Couronne             |
| Belgique | 1930  | Grand-Officier de l'Ordre de Léopold                 |
| Belgique | 1931  | Médaille commémorative du règne du roi Léopold II    |

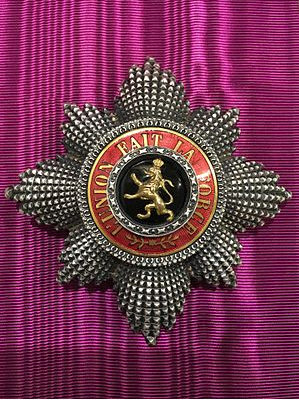
Ordre de Léopold de Belgique

La première distinction qu'il reçoit est le titre d’Officier de l’Ordre de Léopold. Cette décoration créée en 1832 est décernée aux citoyens qui témoignent de mérites exceptionnels dans l’un des domaines suivants : civil, militaire ou maritime. Joseph Van Biervliet se voit attribuer cette médaille en 1900 agrémentée du titre d’Officier. En 1930, il monte en grade et accède au titre de Grand-Officier de l'Ordre de Léopold. 
En 1906, il reçoit la Croix civique de première classe – la Croix en Or. Cette récompense est instituée pour la première fois le 21 juillet 1867. Elle met en lumière les services rendus au pays, tant par des actes administratifs que par des actes exceptionnels de courage, de bravoure, de dévotion et d'humanité. Joseph Van Biervliet l’a reçue pour ancienneté de service et pour service exemplaire au sein de l'administration. 
En 1930, il devient Grand-Officier de l’Ordre de la Couronne. Cet Ordre est établi le 15 octobre 1897 par Léopold II. Le but de cet ordre est d'honorer les faits héroïques et les services exemplaires rendus dans l’État du Congo. C’est le deuxième Ordre de Belgique après l’Ordre de Léopold. Aujourd’hui, l'Ordre de la Couronne est décerné pour services rendus à l’État belge, spécialement pour services méritants dans la fonction publique.
C'est en 1931, qu'il reçoit son dernier honneur, la médaille commémorative du règne du roi Léopold II. Cette médaille est instituée le 21 juillet 1905 en reconnaissance des services rendus à l'État sous le règne du roi Léopold II. Elle est octroyée à Joseph Van Biervliet pour ses services militaires rendus à la Couronne. En effet, pour espérer être décoré de cet honneur, il faut un minimum d'un an de bons et loyaux services militaires entre le 16 décembre 1865 et le 18 décembre 1909 (dates de règne du roi Léopold II).